# Олимпия (стадион, Волгоград)
«Оли́мпия» — футбольный стадион, расположенный в Дзержинском районе города Волгограда. Место проведения домашних матчей ФК «Олимпия» (1999—2008 годы). На 2009 год стадион сдан в аренду ФК «Волгоград» и «Ротору» исключительно для проведения домашних игр.

## Описание
До постройки современного стадиона «Олимпия» на этом месте располагался другой стадион. Его поле было ориентирована воротами на восток и запад.
Современный стадион построен по немецкому проекту и предназначен для проведения футбольных матчей.
Вдоль боковых линий поля построены отдельно стоящие зрительские трибуны с козырьками: «Восточная» (открыта в 1999 году, вместимость 1200 зрителей) и «Западная» (открыта в 2000 году, вместимость 2000 зрителей).
На стадионе нет искусственного освещения, матчи проводятся в светлое время суток. Установлено электронное табло для демонстрации названий команд, счёта, времени и номера тайма. Беговые дорожки отсутствуют. На поле уложен натуральный травяной газон без подогрева.
В подтрибунных помещениях кроме раздевалок расположены гостиница «Олимпия» и тренажёрные залы. На территории стадиона находятся отдельные здания для судей и инспекторов, кафе, туалеты для зрителей.

## Важные события на стадионе
30 апреля 2008 годаЮбилейный матч футбольных ветеранов между сборной Волгограда и московским «Спартаком», посвящённый 65-летию матча «На руинах Сталинграда». Счёт 1:1 (Александр Царенко — Мухсин Мухамадиев).
21-26 сентября 2013 годаМатчи первого отборочного раунда ЧЕ-2014 (U-17) в группа 10.